# UFC 238
UFC 238: Cejudo vs. Moraes var en MMA-gala som arrangerades av UFC och ägde rum 8 juni 2019 i Chicago, IL,  USA.

## Bakgrund
Huvudmatchen var mellan Henry Cejudo och Marlon Moraes för att fastställa vem som skulle vinna den vakanta bantamviktstiteln mellan OS-guldvinnaren i brottning Henry Cejudo och den före detta WSOF-bantamviktsmästaren Marlon Moraes. Tidigare titelinnehavare T.J. Dillashaw stängdes av för dopning den 20 mars, 2019 och valde då att frivilligt lämna från sig bältet.
Valentina Sjevtjenko försvarade sin flugviktstitel mot utmanaren Jessica Eye.
I stråviktsklassen skulle Felice Herrig möta Xiaonan Yan, men den 30 april var Herrig tvungen att lämna återbud på grund av en främre korsbandsskada och ersattes av Angela Hill.

## Resultat
1. ↑  Bantamvikstitelmatch
2. ↑  Flugviktstitelmatch

## Bonusar
- Fight of the Night: Tony Ferguson vs. Donald Cerrone
- Performance of the Night: Henry Cejudo och Valentina Sjevtjenko